# Заклади освіти в Калуші

## Садочки міста Калуша
| Назва                                                               | Рік заснування | Адреса                   | Завідувач                      | Вебсайт ДНЗ                                                               | Світлина |
| Дошкільний навчальний заклад (дитячий садок) імені Павлишина Сергія | 1963           | вул.Довженка, 7          | Філіпович Ірина Олексіївна     |                                                                           |          |
| Дошкільний навчальний заклад (ясла-садок) “Журавлик”                | 1980           | вул.Каракая, 1           | Рішко Ірина Федорівна          |                                                                           |          |
| Дошкільний навчальний заклад (ясла-садок) “Зірочка”                 | 1966           | вул.Б.Хмельницького, 9   | Мирошніченко Наталія Йосифівна |                                                                           |          |
| Дошкільний навчальний заклад (ясла-садок) “Золотий ключик”          | 1980           | провулок Шкільний,4      | Головчак Марина Василівна      |                                                                           |          |
| Дошкільний навчальний заклад (ясла-садок) “Калинка”                 | 1966           | вул.Коновальця, 10       | Дзундза Любов Петрівна         |                                                                           |          |
| Дошкільний навчальний заклад (ясла-садок) “Ластівка”                | 1970           | вул.Б.Хмельницького, 28  | Федоренко Лідія Романівна      |                                                                           |          |
| Дошкільний навчальний заклад (ясла-садок) “Росинка”                 | 1977           | пр. Л. Українки, 7       | Яців Надія Михайлівна          | http://rosynka.at.ua [Архівовано 17 липня 2020 у Wayback Machine.]        |          |
| Дошкільний навчальний заклад (ясла-садок) “Струмочок”               | 1965           | вул.Підвальна, 34-а      | Любинецька Наталя Миколаївна   |                                                                           |          |
| Дошкільний навчальний заклад (дитячий садок) “Чебурашка”            | 1954           | вул.Чорновола, 31        | Шинкар Алла Богданівна         |                                                                           |          |
| Дошкільний навчальний заклад (ясла-садок) “Червона шапочка”         | 1973           | вул.Січових Стрільців, 3 | Кравченко Любов Василівна      |                                                                           |          |
| Дошкільний навчальний заклад (ясла-садок) “Ягідка”                  | 1968           | вул.Б.Хмельницького, 44  | Данчук Мирослава Михайлівна    | http://sadik-yagidka.at.ua [Архівовано 29 червня 2020 у Wayback Machine.] |          |

## Загальноосвітні школи та гімназія
| Назва                                                                                  | Рік заснування | Адреса                       | Директор                         | Вебсайт школи/гімназії                                                             | Світлина |
| Калуська загальноосвітня школа І-ІІІ ступенів №1                                       | 1942(1883)     | вул. Франка, 6               | Засядьвовк Ольга Василівна       |                                                                                    |          |
| Калуський ліцей №2 Калуської міської ради Івано-Франківської області                   | 1976           | пр. Лесі Українки,11         | Овсеєнко Наталія Федорівна       | http://electronicsengineer.wix.com/kalushschool2                                   |          |
| Калуська загальноосвітня школа І-ІІІ ступенів №3                                       | 1972           | вул. Дзвонарська, 4          | Коротич Михайло Іванович         | https://web.archive.org/web/20161012051456/http://k3.edu.if.ua/                    |          |
| Калуська загальноосвітня школа І-ІІІ ступенів №4                                       | 1963           | вул. Коновальця, 4           | Когут Лідія Олексіївна           | https://web.archive.org/web/20161013113016/http://k4.edu.if.ua/                    |          |
| Калуський ліцей №5                                                                     | 1966           | вул. Хіміків, 20             | Кусень Мирослав Васильович       | https://school5.if.ua/ [Архівовано 2 серпня 2021 у Wayback Machine.]               |          |
| Калуська загальноосвітня школа І-ІІІ ступенів №6                                       | 1968           | вул. Стуса,13                | Сакала Світлана Миколаївна       | http://school6kalush.wix.com/kzosh6 [Архівовано 11 серпня 2016 у Wayback Machine.] |          |
| Калуська загальноосвітня школа І-ІІІ ступенів №7                                       | 1973           | вул. Б. Хмельницького, 8-а   | Кіндрат Володимир Васильович     | http://kalushschool7.at.ua [Архівовано 2 квітня 2019 у Wayback Machine.]           |          |
| Калуська загальноосвітня школа І-ІІ ступенів №8                                        | 1939(1929)     | вул. Івано-Франківська, 78   | Цивінський Валерій Володимиривоч |                                                                                    |          |
| Калуська загальноосвітня школа І-ІІ ступенів №9                                        | 1944           | вул. Й. Сліпого, 30          | Соколовський Ігор Володимирович  | http://zosh-9-kalush.ucoz.ua [Архівовано 25 грудня 2018 у Wayback Machine.]        |          |
| Калуський навчально-виховний комплекс “Загальноосвітня школа І-ІІІ ступенів №10-ліцей” | 1987           | вул. Євшана,17               | Федорів Тетяна Михайлівна        | http://kalush-nvk.at.ua [Архівовано 11 березня 2019 у Wayback Machine.]            |          |
| Калуська загальноосвітня школа І ступеня № 11                                          | 2004           | вул. Біласа і Данилишина, 15 | Ляхович Іван Михайлович          |                                                                                    |          |
| Калуський ліцей імені Дмитра Бахматюка                                                 | 1990           | вул. Біласа і Данилишина, 15 | Табачук Оксана Титівна           | http://kalushgymnazium.in.ua [Архівовано 29 липня 2020 у Wayback Machine.]         |          |

## Вищі навчальні заклади
| Назва                                                    | Рік заснування | Адреса                  | Директор                   | Вебсайт ВНЗ | Світлина |
| Калуський політехнічний коледж імені Петра Юрчишина      | 07.07.1960     | вул. Б.Хмельницького, 2 | Гринькевич Петро Петрович  | http://kpk.if.ua [Архівовано 14 березня 2022 у Wayback Machine.]                                                          |          |
| Вище професійне училище № 7                              | 12.08.1967     | вул.Б.Хмельницького, 78 | Мельник Володимир Іванович | http://www.vpu7.com.ua [Архівовано 15 березня 2022 у Wayback Machine.]                                                    |          |
| Калуський коледж культури і мистецтв                     | 1954           | вул.Ковжуна, 44         | Пірус Петро Степанович     | http://www.kkkim.com.ua [Архівовано 16 березня 2022 у Wayback Machine.]                                                   |          |
| Коледж економіки, права та інформаційних технологій ТНЕУ |                | вул.Молодіжна, 7        |                            | http://www.tneu.edu.ua/college-of-economics-law-and-information-technolog/ [Архівовано 18 серпня 2016 у Wayback Machine.] |          |
| Калуське політехнічне училище                            |                | вул.Б.Хмельницького, 70 |                            | |          |

## Позашкільні навчальні заклади
| Назва                                               | Рік заснування | Адреса               | Завідувач                           | Вебсайт закладу                                                       | Світлина |
| Центр науково-технічної творчості учнівської молоді | 1969           | вул. Січинського, 6  | Кусень Мирослав Васильович          | https://web.archive.org/web/20161108023840/http://kalushcnttum.in.ua/ |          |
| Центр художньої творчості дітей, юнацтва та молоді  | 1945           | вул. Сівецька, 2     | Добровольський Володимир Васильович |                                                                       |          |
| Дитячо-юнацька спортивна школа                      | 1957           | вул. Франка,8        | Олійник Петро Михайлович            |                                                                       |          |
| Кімната школяра                                     |                | пр. Лесі Українки,9а | Апостолова Романа Миколаївна        | https://vk.com/public39590060                                         |          |